# Коннектор (Харків)
АТ «Конектор» — один з найбільших в Україні та СНД виробників елементної бази для потреб електроніки.
Завод випускає більше 45 типів і близько 2500 конструктивних різновидів з'єднувачів (прямокутні, циліндричні, мініатюрні, субмініатюрні з'єднувачі)